# شاين غراي
شاين غراي (بالإنجليزية: Shane Gray)‏ هو لاعب دوري الرغبي أسترالي، ولد في 3 سبتمبر 1990 في نيوكاسل في أستراليا.